# غونار ساندبرغ
غونار ساندبرغ (بالسويدية: Gunnar Sandberg)‏ هو سياسي سويدي، ولد في 1966. حزبياً، نشط في حزب العمال الديمقراطي الاشتراكي السويدي. وقد انتخب عضو البرلمان السويدي ‏.